# 罗茜·雷耶斯
罗茜·雷耶斯（西班牙語：Rosie Reyes，1939年3月23日—2024年1月4日），墨西哥女子网球运动员。她曾代表墨西哥参加1955年泛美运动会网球比赛，获得一枚金牌和一枚银牌。她也曾参加1968年夏季奥林匹克运动会。